# Federación Portuguesa de Rugby
La Federação Portuguesa de Rugby (FPR) es la asociación reguladora del rugby en ese país.
El ente se encarga de fiscalizar los torneos de alcance nacional como el Campeonato Português y la Taça de Portugal en masculino y femenino.
La Federación divide al país en tres asociaciones (Associação Regional): Norte, Centro y Sur.

## Reseña histórica
Antes de crearse la federación, la entidad encargada del rugby portugués era la Associação de Rugby de Lisboa (ARL) fundada en 1926. Durante su regencia fundó la Rugby Europe ex FIRA en 1934 de la cual Portugal es miembro pleno. Al año siguiente se jugó el primer partido de la selección nacional, cuando enfrentó a España en el Campo das Amoreiras de Lisboa cayendo derrotado por 5 - 6.
Se funda la federación el 23 de setiembre de 1957 como sucesora natural de la mencionada ARL y en la siguiente temporada se organizan las primeras ediciones del Campeonato Português de Rugby y la Taça de Portugal, torneos que aún continúan vigentes.
En 1988 se afilió a la International Rugby Football Board, hoy World Rugby.

## Selecciones nacionales
La FPR también fomenta las selecciones en torneos internacionales, la selección mayor apodada los lobos clasificó a una edición de la Copa del Mundo de Francia 2007. Anualmente compite en la European Nations Cup.
También ha participado con sus seleccionados juveniles en los extintos mundiales M19 desde 1969 y actualmente ha clasificado al Trofeo Mundial en la categoría M20.
En cuanto a la modalidad de rugby 7, ha participado en varias ediciones del mundial de seven como también en la Serie Mundial.